# Vésperas asiáticas
Vésperas asiáticas (em francês:  Vèpres éphésiennes), chamado também de Vésperas efésias ou Vésperas de 88 a.C., foi infame evento da Primeira Guerra Mitridática ocorrido em 88 a.C.. Em resposta ao crescente poderio romano na Anatólia, o rei Mitrídates VI do Ponto se aproveitou de um grande descontentamento contra os romanos, especialmente por causa do pagamento de tributos, para orquestrar o assassinato de todos os cidadãos romanos e aliados italianos na Ásia Menor.

## Massacre
O massacre foi cuidadosamente planejado para ocorrer no mesmo dia em diversas importantes cidades da região, incluindo Éfeso, Pérgamo, Adramício, Cauno, Trales, Nisa e a ilha de Quio. Estimativas sobre o número de homens, mulheres e crianças assassinados varia de 80 000 a 150 000. Escravos que ajudaram a assassinar seus mestres e os que falavam outras línguas que não o latim foram poupados. O massacre convenceu o Senado Romano a autorizar uma gigantesca força de invasão com o objetivo de interromper os planos do Reino do Ponto e, no final, de anexar seu território ao da República Romana, as chamadas Guerras Mitridáticas, que se estenderam de 88 a.C. até 63 a.C., quando Mitrídates finalmente se suicidou depois de ser derrotado por Pompeu.
A data do massacre é disputada pelos historiadores modernos que escreveram sobre a questão. Sherwin-White data o evento no final de 89 a.C. e início de 88 a.C.. Badian, afirma que "precisão parece impossível" e data o evento na primeira metade de 88 a.C..